# シクロプロペン
シクロプロペン (cyclopropene) は、分子式がC3H4の最も単純なシクロアルケンである。三角形構造のため歪みが大きい。そのため合成が難しく、また研究対象として興味深い。
シクロプロパン同様、シクロプロペンの炭素環は平面である。単結合に比べて二重結合の長さが短くなっているため、二重結合の反対側の角度がシクロプロパンの60度から約51度に狭まっている。シクロプロパンと同様に、環内の炭素-炭素結合はp性が高まっており、アルケン炭素はsp2.68混成となっている。

## シクロプロペンとその誘導体の合成

### 初期の合成法
シクロプロペンの初の合成法は、Dem'yanovとDoyarenkoによって報告された。この方法は、二酸化炭素雰囲気下 320-330℃の白金泥上での水酸化トリメチルシクロプロピルアンモニウムの熱分解を必要とする。この反応では約 5% のシクロプロペンとともに、トリメチルアミンとジメチルシクロプロピルアミンが主に生成する。また、シクロプロペンは　シクロヘプタトリエンとアセチレンジカルボン酸ジメチルの付加物の加熱分解によっても約 1% の収率で得られる。

### 塩化アリルからの現代的合成法
塩化アリルをナトリウムアミドで80℃で処理して脱ハロゲン化水素を受けさせることによってシクロプロペンが収率 〜10% で生成する。
{\displaystyle {\ce {{CH2}={CHCH2Cl}+{NaNH2}->C3H4{\mathit {(cyclopropene)}}\ +{NaCl}+NH3}}}
反応の主な副生成物はアリルアミンである。ナトリウムビス(トリメチルシリル)アミドを塩化アリルに加え、45 - 60分間トルエン中で沸騰させると、純度の高い目的物が約 40% の収率で生成する。
{\displaystyle {\ce {{CH2=CHCH2Cl}+NaN(TMS)2->C3H4{\mathit {(cyclopropene)}}\ +{NaCl}+NH(TMS)2}}}
1-メチルシクロプロペンは、フェニルリチウムのような塩基を使うことにより塩化メタリルから室温で合成される。
{\displaystyle {\ce {{CH2=C(CH3)CH2Cl}+LiC6H5->CH3C3H3{\mathit {(1-methylcylopropene)}}\ +{LiCl}+C6H6}}}

### 誘導体の合成
ニトロシクロプロパンをナトリウムメトキシドで処理して硝酸塩を除去してやると、シクロプロペン誘導体がそれぞれ得られる。脂肪族シクロプロペンの合成は次の反応によって初めて説明された。それは、硫酸銅(II)のような触媒を用いてジアゾ酢酸エチルから得られるカルベンを付加させ、アセチレンから適切なシクロプロペンを得る反応である。この経路では、1,2-ジメチルシクロプロペンはメチレンの2-ブテンへの付加によって、1,2-ジメチルシクロプロペン-3-カルボン酸はカルボメトキシカルベンの2-ブテンへの付加によって形成する。銅は様々なシクロプロペン合成の触媒に有用であることが分かっている。硫酸銅(II)および銅粉末は、使用される銅のよりポピュラーな形状の1つである。

## シクロプロペンとその誘導体の化学反応
シクロプロペンの研究は主にその大きな環歪みに注目が集まっている。その性質のため425℃に加熱するとメチルアセチレンに異性化する。
{\displaystyle {\ce {C3H4->H3CC{\equiv }CH}}}
-36℃（予測される沸点）でのシクロプロペンの分留が試みられたが、重合反応が起こってしまう。そのメカニズムはラジカル重合で、その生成物はNMRからポリシクロプロパンであると考えられている。
シクロプロパンとシクロペンタジエンでディールス・アルダー反応を行うと、endo-トリシクロ[3.2.1.02,4]-6-オクテンが生成する。この反応は一般にシクロプロペンの検出に使われ、その反応は以下の通りである。

## シクロプロペン誘導体
1-メチルシクロプロペンは、性質がエチレンに類似することから植物ホルモンとして用いられる。
シクロプロペン誘導体は、シクロプロペン自体の不安定さから天然には存在しないと考えられていたが、植物由来のマルバル酸とステルクリン酸(Sterculic acid)、細菌由来のAlutacenoic acid AおよびB、ニセクロハツ由来の2-シクロプロペンカルボン酸（cycloprop-2-ene carboxylic acid）などが発見されている。